# Сельское расселение России
Сельское расселение России — расположение сельского населения по территории Российской Федерации.
В отличие от городов сельские поселения и их размещение по территории обладают зональной спецификой: в каждой природной зоне есть свои особенности сельского расселения.

## Зона тундры и лесотундры
Жизнь сельского населения связана с пастбищным оленеводством, охотой и рыболовством, а также обслуживанием транспортных путей. Россия имеет самую редкую сеть поселений: расстояния между ними достигают сотен километров. Это редкоочаговое расселение, с крупными селами по берегам рек и морей и сетью «передвижных поселений» (бригады оленеводов, кочующие по тундре: летом — на север, зимой — на юг, в лесотундру).

## Лесная зона

### Северная часть
Земледелие носит очаговый характер (распахано лишь несколько процентов всей территории). Сельское население концентрируется в этих очагах вдоль рек. Его главные занятия — лесозаготовки и животноводство на заливных лугах (знаменитое вологодское масло производится именно из такого молока, которое дают коровы, питающиеся травой и сеном с богатейших заливных лугов вдоль Сухоны). В этой зоне крупные поселения также расположены у рек, но основная часть деревень — небольшого размера.

### Южная часть
Земледелие носит уже не очаговый, а выборочный характер (распахано до 30-40 % территории). Сеть сельских поселений на освоенных участках очень густая (среднее расстояние между ними — 2-3 км), но поселения — самые мелкие в России (среднее число жителей в них около 100). Это связано с тем, что малоплодородные подзолистые или дерново-подзолистые почвы не дают высоких урожаев и не могут прокормить многочисленное сельское население. К тому же на такие почвы необходимо постоянно вносить органические удобрения, поэтому поля должны находиться недалеко от ферм.

## Лесостепная и степная зоны
Сплошное земледельческое освоение, сеть сельскохозяйственных поселений менее густая, но сами населённые пункты гораздо крупнее (достигая на равнинах Северного Кавказа десятков тысяч человек). Эти земли долгое время обрабатывались вообще без применения удобрений, а их высокое плодородие способствовало высокой плотности сельского населения.

## Сухие степи и полупустыни
Земледельческое освоение становится очаговым (часто привязанным к источникам водоснабжения), а сеть поселений напоминает тундру: крупные сёла у рек и стоянки животноводов на летних и зимних пастбищах.

## Горные зоны
Сельские поселения «подчиняются» уже высотной зональности: в долинах находятся крупные, иногда — земледельческие поселения, а выше и на горных склонах — мелкие поселки животноводов. В некоторых районах большую роль играют рекреационные функции, особенно в горах Северного Кавказа.

## Справедливость зонального деления
Зональная картина сельского расселения нарушается в высокоурбанизированных районах (Подмосковье, Урал и др.). Высокоинтенсивное пригородное сельское хозяйство и «спальные» функции сельских поселений (когда их жители работают в ближайших городах) приводят к высокой плотности сельского населения, и сельских населенных пунктов. Здесь образ жизни селян наиболее урбанизирован: сельские поселки часто застроены многоэтажными домами. В отличие от большинства других сельских районов, теряющих население, в пригородные зоны направлялся поток мигрантов из менее урбанизированных районов. Поэтому сельское население здесь более молодое и активное, с высоким уровнем образования.